# Masnedøgade
Masnedøgade er en gade beliggende på Østerbro i København mellem Nygårdsvej og Jagtvej. Den er ca. 450 meter lang.

## Gadens historie
Gaden, der er opkaldt efter Masnedø syd for Sjælland, fik sit navn i 1943 og tilhører gruppen af ø-gadenavne. Inden da hed gaden Agersøgade. Mellem Tåsingegade og Jagtvej hed gaden Max Müllers Vej indtil 1922.
Gaden har længe været præget af industri. I 1950’erne lå Ærfa ærmebladsfabrik i nr. 11. (Ærmeblade er halvmåneformede stykker stof eller skumgummi, der sættes i tøjet ved armhulen, for at beskytte tøjet mod sved).
Autoservice Centralen & Autovask ved Oskar Nielsen var i nr. 25. Farveriet Emil Meyer & Co. Lå i nr. 33. I nr. 20 lå Nestlé ved siden af L.E. Bruun Export af smør, mælk i dåser og kødkonservers. Nestlé havde dansk hovedkontor fra 1948 til 1997, hvor de flyttede ud til Amerikakaj.

## Nævneværdige bygninger i gaden
Garvergården, tegnet i 1988 af tegnestuen Vandkunsten (arkitektfirma), sætter i høj grad sit præg på gaden. Stilen er postmoderne og der er tyvstjålet fra alverdens arkitektur og stilarter. På grunden lå Hertz garveri og skotøjsfabrik fra 1875-1958, nogle af bygningerne er bevarede og ombyggede. Garverier var ofte upopulære naboer, da der lugtede kraftigt fra dem. Derfor lå de tit lidt udenfor byen. Byggeriet nu er dejlig uforudsigeligt og benytter sig af usædvanlige farve- og materialevalgvalg. Fx er metallisterne mellem de lyse finérplader pink, prisen for alt det spræl er manglende overskuelighed og der er oversigtskort ved hver hovedindgang.
Supermarkedet Fakta, i byggeri fra 1970, viser meget fint at området ligger på et gammelt markområde, hvor husene havde egne skel og markveje. Huset har i hvert fald et knæk, som ikke tager sig så godt ud på tegnebordet.
Nr. 20 er fra 1920, er i røde mursten og rummer i dag Danmarks Naturfredningsforening, der har fået sig et stort flot skilt på facaden. Der er en port mellem nr. 20 og 18, og stykket ser underlig påklistret ud, ser man efter er det skam fine stenfliser, men de er grå som beton og hjælper ikke rigtigt til at oplive facaden.
Nr. 9 er fra 1906 og har et ottekantet vindue over den flot udskårne hoveddør. Vinduet er tilmed indrammet med en guirlande. Naboen har et borgtårnslignende zinktag over den buede karnap, men det eventuelle dystre udtryk bortvejres af solsikkerne på muren. Bemærk i øvrigt etagehøjden i forhold til nr. 11, der er fra 1970. Husene er lige høje, men der ’mangler’ en etage i husrækken 1-9.